# 巴德湖
47°28′24″N 11°1′0″E / 47.47333°N 11.01667°E

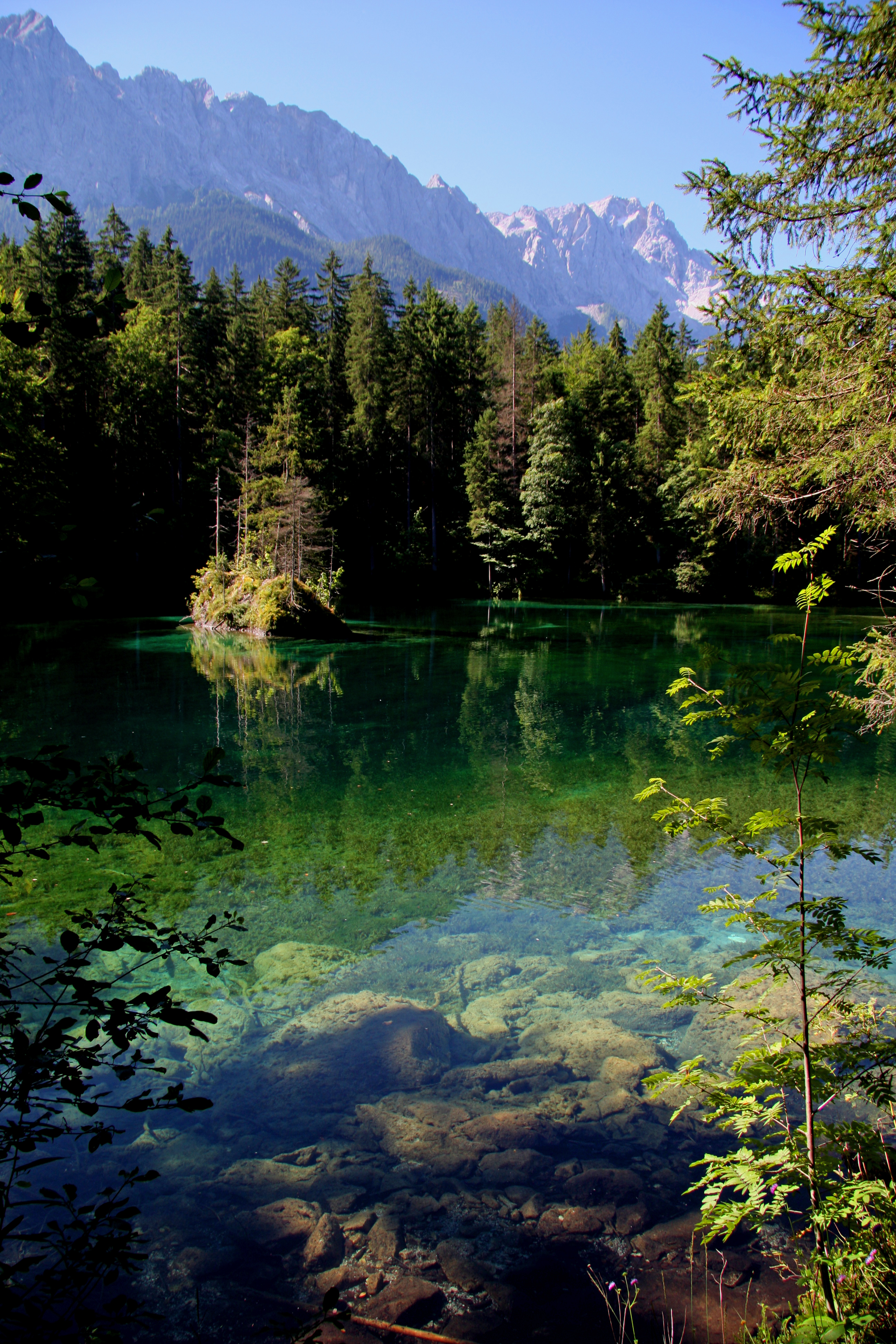

巴德湖（德語：Badersee），是德國的湖泊，位於該國東南部，由巴伐利亞州負責管轄，處於格賴瑙以西，長0.18公里、寬0.13公里，面積0.01平方公里，海拔高度766米，最大水深18米。